# Taimi
Taimi (teɪmi) ist eine Social-Dating-Plattform, die speziell auf die LGBTQI+-Gemeinschaft ausgerichtet ist. Das Netzwerk verbindet Nutzer basierend auf ausgewählten Präferenzen und Standorten. Taimi ist für iOS und Android verfügbar.
Die mobile App hat eine Gratis- und eine Premiumversion. Letztere basiert auf Abonnements. Taimi war anfangs eine Online-Dating-App für homosexuelle Männer, jedoch gab die Firma Pläne für eine LGBTQI+ inklusive Version bekannt.
Taimi ist in 14 Staaten verfügbar, einschließlich den Vereinigten Staaten, Australien, Singapur und Brasilien.

## Geschichte
Taimi wurde 2017 von Social Impact Inc. in Las Vegas veröffentlicht. Der Name war ursprünglich „Tame me“ und wurde später zu „Taimi“. Obwohl Taimi in den USA gegründet wurde, gewann die App vor allem in der Europäischen Union Popularität. Am 31. Oktober gab Taimi die Veröffentlichung im Vereinigten Königreich bekannt.
Im Juli 2019 wurde Taimi in den Niederlanden und Spanien herausgebracht und bald darauf in Spanisch sprechenden Ländern in Zentral- und Südamerika
Der Taimigründer und das Team drückten den Wunsch aus, staatlich geförderte Homophobie weltweit zu bekämpfen. Dazu verkündete Alex Pasykov, Taimi wolle mit diversen Nichtregierungsorganisationen (NGO) zusammenarbeiten.
Die Firma war Partner diverser Pride-Demonstrationen und Paraden einschließlich der Los Angeles Pride, der New York Pride und der Las Vegas Pride. Taimi hat auch mit dem Trevor Project zusammengearbeitet, um für LGBTQI+ Rechte zu kämpfen.

## Beschreibung
Diverse Pressekanäle haben Taimi als die sicherste Dating-App für homosexuelle Männer bezeichnet. Sicherheitsfunktionen der App inkludieren manuelle Moderation von Nutzerprofilen, ein Kennzeichen für verifizierte Nutzer und zweifaktorielle Authentifikation. Die App bietet Facebook- und Snapchatintegration an. Außerdem gibt es eine Übersichtsfunktion sowie Videoanrufe und Storys.
Taimi XL ist eine kostenpflichtige Premiumversion. Es gibt kontroverse Diskussionen, da einige Nutzer die Kosten für zu hoch ansehen. Die bezahlte Version ermöglicht Nutzern ihre Identität zu verheimlichen, unlimitierte Nachrichtenanfragen zu versenden und das Rückgängigmachen von Swipes.

## Kritik
Das Abonnement ist eines der entscheidenden Probleme der App. Viele Nutzer haben dazu aufgerufen, die Kosten zu verringern oder zu eliminieren. Taimi weigert sich die Kosten abzuschaffen, mit dem Argument, dass die Basisversion der App gratis sei. Im Grunde sind die Antworten auf die App positiv. Die meisten Rezensenten konzentrieren sich jedoch auf den Dating-Aspekt der App und nicht auf das soziale Netzwerk.
2018 bekam die App negative Reaktionen von LGBTQI+ Aktivisten, nachdem ein Artikel veröffentlicht wurde, der von vielen Pressekanälen geteilt wurde und sich auf die Option, Nutzern auf Grund ihres HIV-Status zu blockieren, fokussiert. Taimi entfernte den Filter rasch und die Option ist seither nicht mehr verfügbar.
Taimi stieß außerdem auf Kontroversen in sozialen Medien wegen ihrer aufdringlichen Werbung.

## Weiterführende Literatur
- Flowers, P. & Frankis, J.: Imagining Interventions for Collective Sex Environments, Arch Sex Behav (2019) 48: 35. doi:10.1007/s10508-018-1222-7
- Lopes, A., Skoda, K. & Pedersen, C.L.: Smartphone Battery Levels and Sexual Decision-Making Among Men Who Have Sex with Men, Sexuality & Culture (2019). doi:10.1007/s12119-019-09620-8